# ᇚ
ᇚは、ハングルを構成する複合終声字母のひとつ。字母ㅁとㄱを組み合わせて終声に用いたもの。「朝鮮語綴字法統一案」で採用されたことがあるが、古語に用いられるもの（古ハングル）であり、現在では用いられていない。

## 朝鮮語綴字法統一案での記述
終声（パッチム）を扱う第3章第5節11項で他の終声とともに掲載されている。
使用例として、『구ᇚ(穴) 』『 나ᇚ(木)』の二つが挙げられている。